# Собіщицька сільська рада
Собі́щицька сільська́ ра́да — колишній орган місцевого самоврядування в Володимирецькому районі Рівненської області. Адміністративний центр — село Собіщиці.

## Загальні відомості
- Собіщицька сільська рада утворена в 1940 році.
- Територія ради: 71,662 км²
- Населення ради: 835 осіб (станом на 2001 рік)
- Територією ради протікає річка  Стир.

## Населені пункти
Сільській раді підпорядковані населені пункти:
- с. Собіщиці

## Склад ради
Рада складається з 14 депутатів та голови.
- Голова ради: Ткач Станіслав Степанович
- Секретар ради:

### Керівний склад попередніх скликань
| ПІБ                       | Основні відомості                                                             | Дата обрання | Дата звільнення |
| ------------------------- | ----------------------------------------------------------------------------- | ------------ | --------------- |
| Ткач Станіслав Степанович | Сільський голова, 1971 року народження, освіта середня загальна, безпартійний | 26.03.2006   | 31.10.2010      |
| Ткач Станіслав Степанович | Сільський голова, 1971 року народження, освіта середня загальна, безпартійний | 31.10.2010   |                 |

Примітка: таблиця складена за даними сайту Верховної Ради України